# 나노 ITX
나노 ITX(Nano-ITX)는 2003년 3월 CeBIT에서 비아 테크놀로지스가 처음 제안한 컴퓨터 메인보드 폼 팩터이며 2005년 후반에 구현되었다. 나노 ITX 보드의 크기는 12 × 12cm(4.7 × 4.7인치)이며 완전히 통합되어 있으며 전력 소비가 매우 낮은 다양한 용도로 사용되는 메인보드이지만 DVR, 셋톱 박스, 미디어 센터, 차량용 PC 및 얇은 장치와 같은 스마트 디지털 엔터테인먼트 장치를 대상으로 한다. 나노 ITX 메인보드에는 SO-DIMM용 슬롯이 있다.
현재까지 VIA의 EPIA N, EPIA NL, EPIA NX, VIA EPIA NR 등 4개의 Nano-ITX 마더보드 제품 라인이 있다. 이 보드는 다양한 CPU 플랫폼을 지원하는 다양한 제조업체에서 구입할 수 있다.

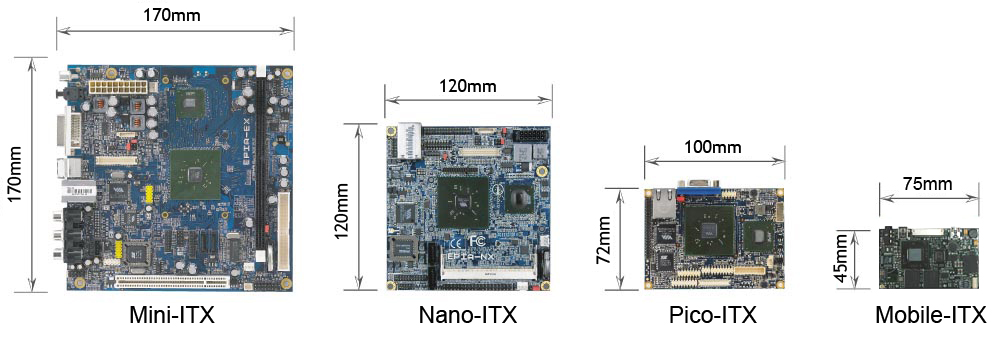
ITX 메인보드 폼 팩터 비교

## 같이 보기
- 미니 ITX
- EPIA
- 울트라 모바일 PC